# Danmarks Ishockey Union
Danmarks Ishockey Union (kurz DIU; dt. Dänemarks Eishockeyverband) ist der nationale Eishockeyverband Dänemarks mit Sitz in Brøndby. Er ist der Dachverband von 16 Vereinen, in denen am 1. Januar 2011 über 4.400 Mitglieder gezählt wurden. Aktueller Präsident ist Henrik Bach Nielsen.

## Geschichte
Bis zu seiner Gründung am 27. November 1949 war der Eishockeysport in einer Abteilung des Dänischen Eislaufverbandes (Dansk Skøjte Union) organisiert. Der neue Verband wurde umgehend in den Dänischen Sportverband und in die Internationale Eishockey-Föderation (IIHF) aufgenommen. Er gehört zu den IIHF-Vollmitgliedern.
2010 wurden die zwei Regionalverbände, die Jysk Ishockey Union (Jütland) von 1959 und die Sjællands Ishockey Union (Seeland) von 1962, aufgelöst und deren Aufgaben in den dänischen Eishockeyverband eingegliedert.

## Aufgaben
Der Verband kümmert sich überwiegend um die Durchführung der Spiele der dänischen Eishockeynationalmannschaft sowie der Frauen-Nationalmannschaft und der Junioren-Mannschaften. Zudem organisiert der Verband den Spielbetrieb der Vereinsmannschaften, insbesondere in der professionellen AL-Bank Ligaen.